# Книга спростувань (про добро і зло)
Книга спростувань (про добро і зло) , Спростування сект (вірм. Եղծ աղանդոց) — видатна пам'ятка античної вірменської літератури середини V століття.

## Історія
Єдина збережена праця Езніка Когхбаці, написана у середині 440- х років Книга Кохбаці — полемічний твір, що відображає ідеологічну палітру Стародавньої Вірменії та Близького Сходу, протиборство християнства та язичництва. Основна мета «Книги спростувань» - філософське обґрунтування християнства та спростування язичницьких, нехристиянських віровчень. Праця належить до патристики, вона є цінною пам'яткою вірменської філософської та соціально-політичної думки, містить важливу інформацію про вірменське язичництво, іранський дуалізм, грецьку філософію та маркіонітску єресі. Кохбаці різко критикує язичницькі вірування та забобони, дає тогочасне наукове пояснення низки природних явищ, відкидає ідею долі, проповідує потребу боротьби добра проти зла. У праці проводиться  ідея боротьби вірменського народу проти Сасанідського ярма і релігійного гноблення, вона підготувала ідеологічну основу Вардановського руху та Аварайрської битви. Має високу художню цінність, один з найкращих творів давньовірменською мовою.
Оригінал зберігся в єдиному рукописному примірнику 1280 року. Вперше виданий 1762 року в Ізмірі Г. Наляном, друге видання вийшло 1826 року у Венеції за редакцією А. Багратуні. Працю перекладено та видано французькою (Париж, 1853 та 1959), німецькою (Відень, 1900, Мюнхен, 1927), російською (Єреван, 1968) мовами. Останнє видання вийшло в Єревані 2008 року.